# Sophia Zaïkowska

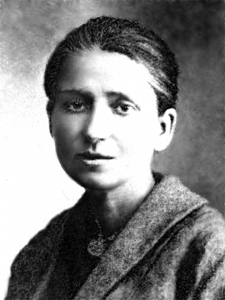
Sophie Zaïkowska (1923)

Sophia Zaïkowska (* 17. Mai 1874 in Vilnius; † 27. Februar 1939 in Paris) war eine in Russland geborene französische Schriftstellerin polnischer Abstammung. Außerdem war sie Aktivistin, Anarchistin, Ernährungsberaterin und frühe Förderin des Veganismus.

## Leben
Sophie Zaïkowska wurde am 17. Mai 1874 in Wilna (heute Vilnius) geboren, das damals zum Russischen Reich und heute zu Litauen gehört. Ihre Eltern waren Vitold Zaïkowska und Anna Czapska. Zaïkowska studierte Physik und Naturwissenschaften in Genf, bevor sie 1898 nach Frankreich zog. Sie spezialisierte sich auf Ernährungswissenschaften. Vor dem Ersten Weltkrieg verfasste sie Beiträge für verschiedene libertäre Zeitschriften wie L'Education libertaire, L'Autarcie und insbesondere La Vie anarchiste, deren Herausgeberin sie 1920 wurde.
Sie interessierte sich für Georges Butauds Projekt der Gründung einer anarchistischen Kolonie und wurde 1921 seine Partnerin und Mitarbeiterin bei der Zeitschrift Le Néo-Naturien. Gemeinsam mit ihm gründete sie die freien Milieus von Vaux, Bascon und Quai de la Pie. Das Scheitern dieser Versuche, Kolonien zu gründen, beendete ihr Engagement nicht. Zaïkowska starb am 27. Februar 1939 im Lariboisière-Krankenhaus im 19. Arrondissement von Paris.

## Veganismus
Gemeinsam mit ihrem Partner gab sie die Zeitschrift Le Végétalien heraus, die sie ab 1926 leitete. Sie begeisterte sich für die Ideen von Victor Lorenc, einem engen Freund des Paares, und organisierte die vegane Küche in der Rue Mathis in Paris. Zaïkowska schrieb den Artikel über Végétalien (Veganismus) für Sébastien Faures Anarchistische Enzyklopädie.
Mit Georges Butaud gründete sie eine vegane Kolonie in Bascon bei Château-Thierry. Zaïkowska und Butaud strichen alle Milchprodukte und Zucker aus ihrer Ernährung und konsumierten ausschließlich pflanzliche Produkte.